# كيم دوه كيون
كيم دوه كيون (2 مارس 1972 بغانغننغ في كوريا الجنوبية - ) هو لاعب كرة قدم كوري جنوبي في مركز الوسط، شارك في كأس العالم 1998 والألعاب الأولمبية الصيفية 1992. وشارك مع منتخب كوريا الجنوبية تحت 23 سنة لكرة القدم ومنتخب كوريا الجنوبية لكرة القدم. أما مع النوادي، فقد لعب مع سوون سامسونغ بلووينغز وسيريزو أوساكا وطوكيو فيردي ونادي جيونجنام ‏ وتشونام دراغونز.

## وصلات خارجية
- كيم دوه كيون على موقع الاتحاد الدولي (مؤرشف)  (الإنجليزية)
- كيم دوه كيون على موقع رابطة كرة القدم اليابانية للمحترفين (اليابانية)
- كيم دوه كيون على موقع دوري كوريا الجنوبية (الإنجليزية)
- كيم دوه كيون على موقع قاعدة بيانات كرة القدم.إي يو (الإنجليزية)
- كيم دوه كيون على موقع ناشيونال فوتبول تيمز (الإنجليزية)
- كيم دوه كيون على موقع Soccerway.com (الإنجليزية)
- كيم دوه كيون على موقع أوليمبيديا (الإنجليزية)